# Hala Polárka
Hala Polárka je víceúčelová sportovní hala ve městě Frýdku-Místku v Moravskoslezském kraji. Je součástí multifunkčního komplexu postaveného v roce 2014, který nahradil halu VSH Frýdek-Místek, jeho součástí je OC Frýda. V zimě hala s ledovou plochou slouží hokejistům, krasobruslařům a jako místo veřejného bruslení. Přes léto poskytuje prostor pro různé míčové sporty. Konají se zde také koncerty a další kulturní akce. Kromě hlavní haly je zde také další víceúčelový sál a střelnice. Zdejší dvě protilehlé tribuny včetně skyboxů mají kapacitu 2060 sedadel, na stání může být dalších 396 lidí. Jedná se o domácí arénu HC Frýdek-Místek. Halu provozuje firma Sportplex.

## Popis
Hala má celkem 3 VIP skyboxy s celkovou kapacitou 21 lidí. Východní tribuna má místa pro 1446 sedících diváků, ta západní pro 593 (celkem tedy pro 2060). Na stání může být dalších 396 lidí, celková kapacita činí 2456 diváků.  

## Využití

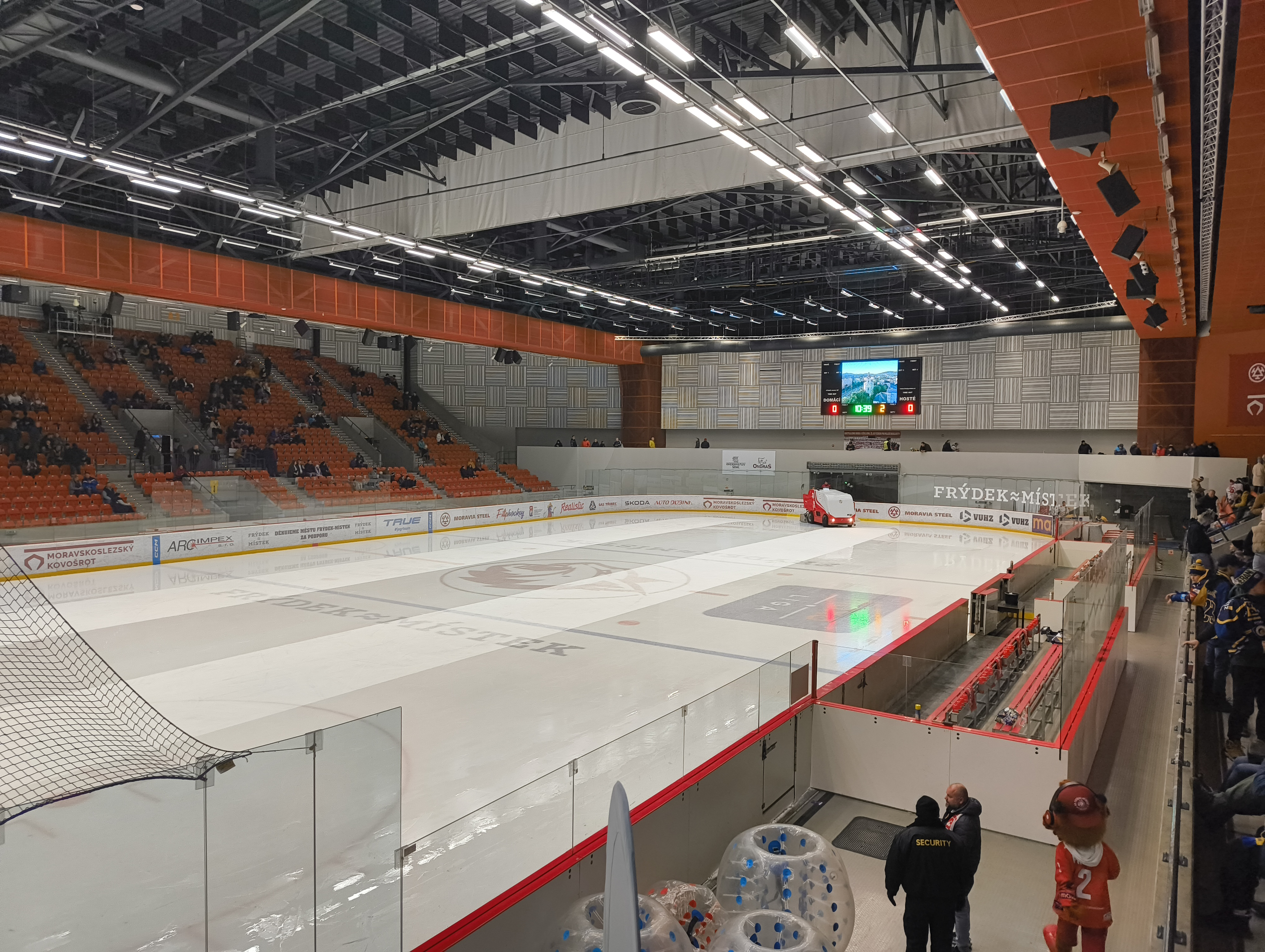
Ledová plocha

Hlavní plocha má rozměry 58,75 x 28,5 metrů. V zimě je využívána pro lední hokej, pronájmy a veřejné bruslení. Může být ale i zakryta pro účely akcí v průběhu hokejové sezóny. Na léto se ledová plocha rozpouští, v průběhu léta se plocha používá pro konání různých pracovních trhů a podobných akcí, mimo to je plocha využívaná hokejovým klubem HC Frýdek-Místek pro trénink.
Kromě hlavní haly je v tomto areálu také víceúčelový sportovní sál pro badminton (dva kurty), stolní tenis nebo aerobic. V suterénu se nachází samostatně přistupná střelnice, která byla v době postavení nejlépe vybavenou v Česku. Má sedm drah.

## Historie

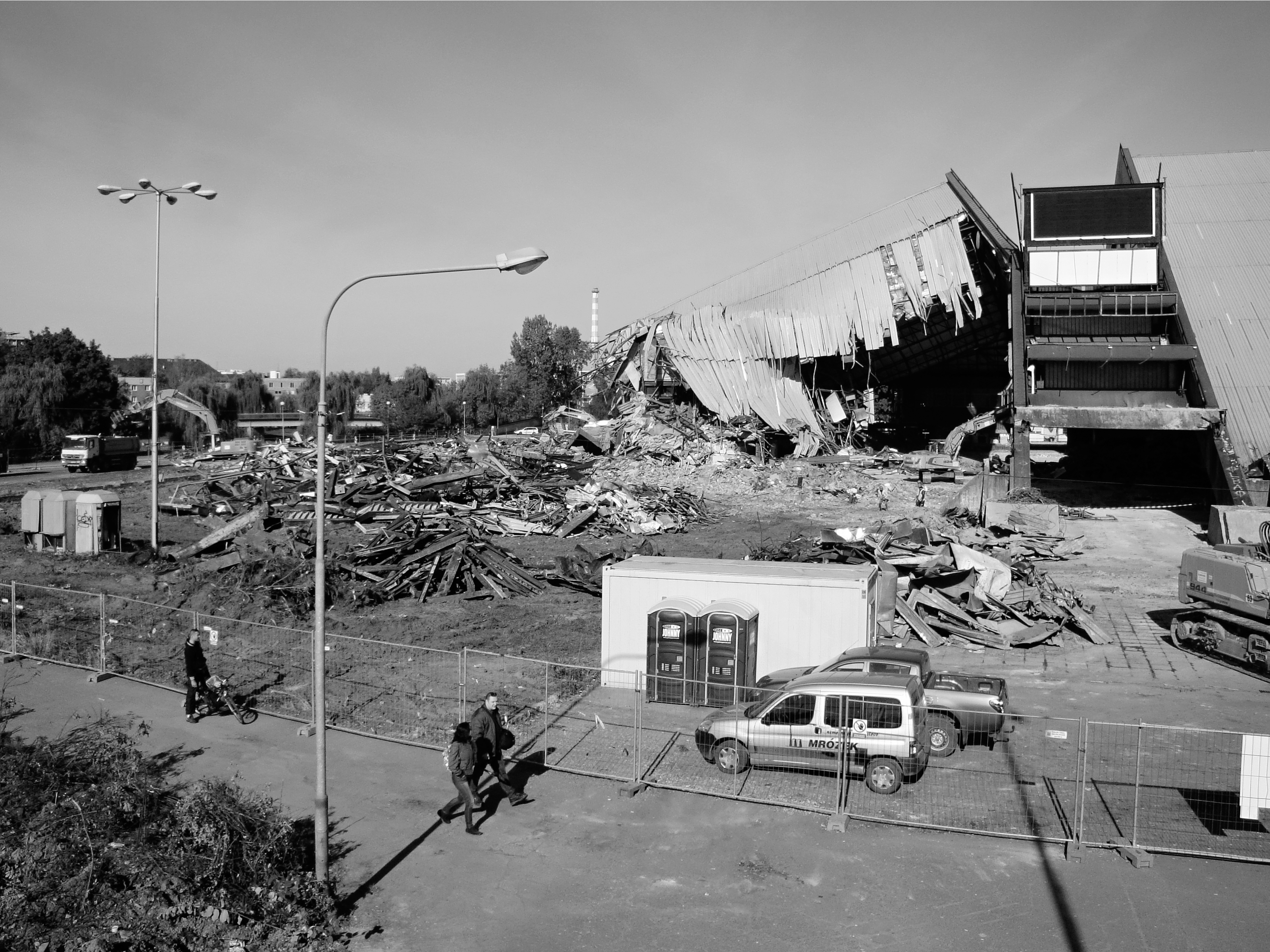
Bourání původní Víceúčelové sportovní haly Frýdek-Místek

### Předchozí hala
Předchůdcem haly Polárky byla Víceúčelová sportovní hala (VSH) Frýdek-Místek, byla postavena v letech 1971 až 1985 v brutalistickém slohu. Měla kapacitu přes 6000 lidí. V létě roku 2009 a znovu na jaře 2013 se rozhodlo na zasedání zastupitelů města, že se chátrající VSH Frýdek-Místek zbourá a místo ní se vybuduje nová hala pro 2 000 diváků, která nebude stát úplně na stejném místě, ale nedaleko severovýchodním směrem. Na místě původní haly se rozhodlo o vybudování obchodního centra. Architekti odmítali zbourání staré haly, z důvodu že její stav nebyl tak špatný, jak byl městem prezentován a hala tvořila unikátní dominantu města, nicméně v roce 2013 byla hala zbourána.

### Hala Polárka

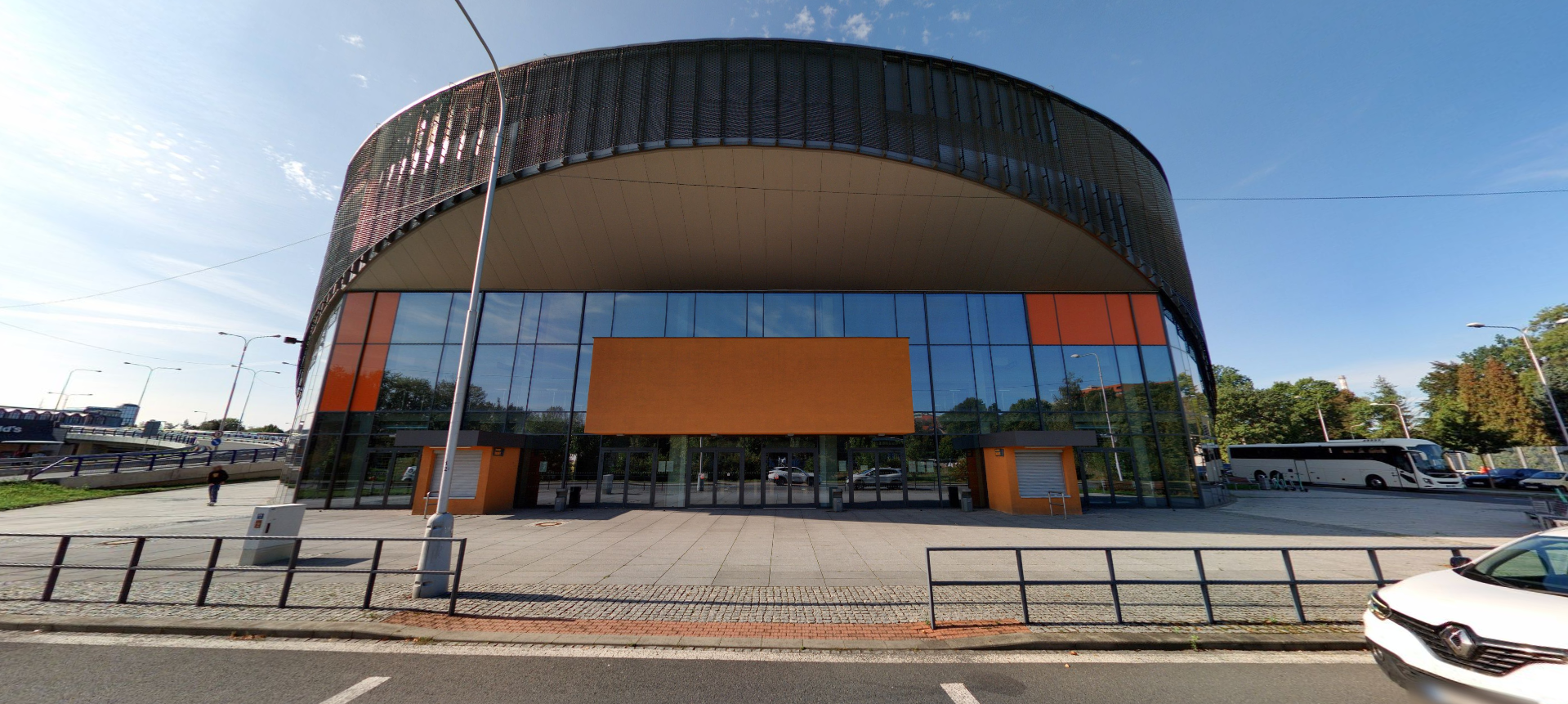
Hlavní vstup do haly Polárky

Se stavbou haly Polárky se začalo v roce 2013, kdy již probíhala demolice předchozí haly. Stavba byla dokočena v prosinci 2014. Stála téměř 283 milionů korun, což bylo méně, než se původně očekávalo. Dne 21. prosince 2014 se zde odehrál první zápas hokejistů HC Frýdek-Místek, veřejnosti byla hala otevřena den před tím.